# كميت (خيل)

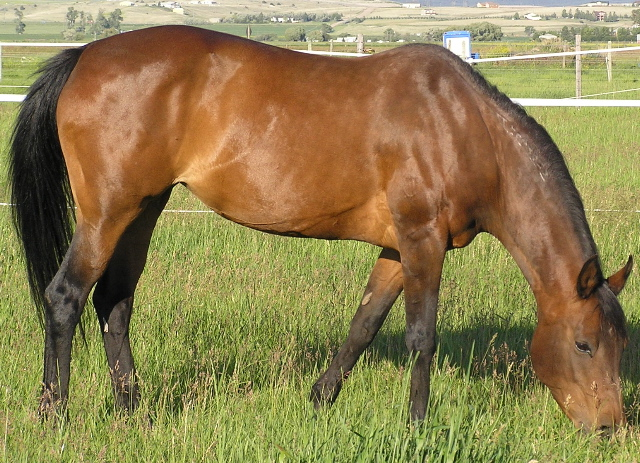
حِجْر (أنثى الفرس) كميت

يعد الكُمَيْت (الجمع: كُمْت)، في علم الخيل [الإنجليزية]، أحد ألوان كسوات [الإنجليزية] الخيل الأكثر شيوعًا. الشعر أحمر، بني مائل إلى لون الشوكولاتة. العرف والذيل وحواف الأذنين وأسفل الأطراف سوداء، وهذا ما يميز الخيل الكميت عن الأشقر. ويكون جلد تلك الخيول داكنًا، إلا ما تحت علاماتها البيضاء (الغُرَر، التَّحَاجِيل (المفرد: تَحْجِيل) وغيرها) حيث يكون لونه ورديًا.

## أنواع الخيول الكمت
- الأحم من الكُمْت هو الأقرب إلى السواد.
- الأحوى هو الفرس الذي احمرت مناخره وأقرابه (القرب: الخاصرة)؛ ومراقه، وشعر جسده أقل سواداً من شعر الأحم.
- الأصحم: أظهرُ حمرة في سراته من الأحوى، غير أن حمرته ليست صافية.
- المُدمّى من الكمت: هو الشديد الحمرة في صفاء اللون.
- المذهّب: هو الذي خالط حمرته صفرة تشبه لون الذهب.
- الكُمَيْت الأحمر مثل المُدمّى، إلاّ أنه أشد حمرة منه، الذي اشتدت حمرته واستوت في أطراف شَعْره وأصوله.
- المحلف: هو أدنى الكُمْتة إلى الشّقرة. وقيل: هو الذي لم يخلص لونه فيختلف الناظرون إليه، فيقول بعضهم هو أشقر، ويقول بعضهم هو وهو وِرْد، ويقول بعضهم هو كُمَيْت.
- الكميت الأكلف: هو الذي لم تَصْفُ حمرته، ويُرى في أطراف شعره سواد أقرب إلى الاحتراق.
- الكميت الأصدأ: هو الذي فيه صدأة وكدرة وفيه صفرة قليلة شُهِّبت بصدأ الحديد.

## مزايا الفرس الكميت
وتمدح العرب الفرس الكميت بصبره، وقوته، حتى قالوا في أمثالهم السائرة: «إذا قيل إن الفرس الأحمر وقع من أعلى الجبل وسَلِم، صَدِّق».
وقد ورد في كتاب الفروسية للرَّماح: أن رجلاً جاء إلى النبي صلى الله عليه وسلم فقال: إني أريد أن أُعدّ فرساً. فقال رسول الله صلى الله عليه وسلم:
| كميت (خيل) | اشْتَرِ أَدْهَمَ أَرْثَمَ مُحَجَّلَ طَلْقَ الْيَدِ الْيُمْنَى أَوْ مِنْ الْكُمْتِ عَلَى هَذِهِ الشِّيَةِ تَغْنَمْ وَتَسْلَمْ. | كميت (خيل) |

وقد أورد ابن الأثير في كتابه جامع الأصول في أحاديث الرسول، أن الرسول صلى الله عليه وسلم قال:
| كميت (خيل) | عَلَيْكُمْ بِكُلِّ كُمَيْتٍ أَغَرَّ مُحَجَّلٍ أَوْ أَشْقَرَ أَغَرَّ مُحَجَّلٍ أَوْ أَدْهَمَ أَغَرَّ مُحَجَّلٍ. | كميت (خيل) |

وقالت العرب: «دهم الخيل ملوكها وشقرها جيادها وكمتها شدادها».
أمّا في الشعر العربي فقد ورد الكثير في وصف الخيول الكُمْت، ومن ذلك قول الشاعر الجاهلي علقمة الفحل:
وقول الشاعر امرئ القيس في معلقته المشهورة "قفا نبك" يصف فرسَه الكميت: